# Скотт, Эшли
Эшли Макколл Скотт (англ. Ashley McCall Scott; род. 13 июля 1977 года) — американская киноактриса и фотомодель.

## Жизнь и карьера
Родилась 13 июля 1977 года в Метейри, штат Луизиана, и позже переехала в Чарлстон (Южная Каролина).
Свою карьеру она начала в качестве модели, прежде чем дебютировать в незначительной роли в фильме 2001 года «Искусственный разум». Вскоре она получила регулярную роль в сериале «Тёмный ангел».
В 2002 году снялась в телесериале «Хищные птицы» в роли дочери Бэтмена и Женщины-кошки. Сериал был закрыт после одного сезона. 
В 2004 году она исполнила женскую роль Дени в фильме «Широко шагая».
С 2006 по 2008 год она снималась в роли Эмили Салливан, дочери Джона Проуза, мафиозного главаря, в сериале CBS «Иерихон». Шоу было закрыто после двух сезонов. На большом экране она появилась в фильмах «Снежный человек», «12 раундов», «Измена».
В последующие годы в основном снималась в телефильмах канала Lifetime. 
В 2014 году она получила одну из ролей в сериале Lifetime «Нереально».

## Личная жизнь
В 2004—2008 годах была замужем за продюсером Энтони Руленом.
С января 2010 года замужем во второй раз за музыкантом Стивом Хартом. У супругов есть две дочери —Эйда Белла Рэй Харт (род.06.01.2010) и Айла Вю Харт(род.03.08.2015).
Страдает от дислексии.

## Фильмография
| Год       |   | Русское название                  | Оригинальное название                      | Роль                   |
| --------- | - | --------------------------------- | ------------------------------------------ | ---------------------- |
| 2001      | ф |                                   | Criminal Mastermind                        |                        |
| 2001      | ф | Искусственный разум               | Artificial Intelligence: AI                | жиголо Джейн           |
| 2001—2002 | с | Тёмный ангел                      | Dark Angel                                 | Аша Барлоу             |
| 2002—2003 | с | Хищные птицы                      | Birds of Prey                              | Хелена Кайл / Охотница |
| 2003      | ф | S.W.A.T. Спецназ города Ангелов   | S.W.A.T.                                   | Лара                   |
| 2004      | ф | Широко шагая                      | Walking Tall                               | Дени                   |
| 2004      | ф | Дьявол возвращается               | Trespassing                                | Шэрон                  |
| 2004      | ф | Дорогой смерти                    | Lost                                       | Джуди                  |
| 2005      | ф | Добро пожаловать в рай!           | Into the Blue                              | Аманда                 |
| 2005      | ф | Просто друзья                     | Just Friends                               | Дженис                 |
| 2006      | ф | Мозги набекрень                   | Puff, Puff, Pass                           | Элис                   |
| 2006      | ф | Обманщики                         | Deceit                                     | Сэм Прюитт             |
| 2007      | ф | Королевство                       | The Kingdom                                | Жанин Рипон            |
| 2008      | ф | Снежный человек                   | Strange Wilderness                         | Шерил                  |
| 2006—2008 | с | Иерихон                           | Jericho                                    | Эмили Салливан         |
| 2009      | с | Воплощение страха                 | Fear Itself                                | Лиза                   |
| 2009      | ф | 12 раундов                        | 12 Rounds                                  | Молли Портер           |
| 2009      | с | C.S.I.: Место преступления Майами | CSI: Miami                                 | Зое Белль              |
| 2010      | с | Морская полиция: Спецотдел        | NCIS: Naval Criminal Investigative Service | Дана Хаттон            |
| 2010      | ф | Рождественские письма             | Christmas Mail                             | Кристи Норт            |
| 2012      | ф | Измена                            | Unstable                                   | Кристин Марч           |
| 2013      | ф | Повестка в суд                    | Summoned                                   | Лора                   |
| 2014      | с | Нереально                         | Un-Real                                    | Мэри                   |
| 2019—2020 | с | Вселенная Стрелы                  | Arrowverse                                 | Хелена Кайл / Охотница |